# روزیر کالدرون
روزیر کالدرون دیاز (انگلیسی: Rosir Calderón Díaz؛ زادهٔ ۲۸ دسامبر ۱۹۸۴) بازیکن والیبال اهل کوبا عضو فعلی باشگاه دینامو کراسنودار است. کالدرون از سال ۲۰۰۲ تا ۲۰۰۹ عضو تیم ملی والیبال زنان کوبا بوده است. مهمترین دست‌آورد او در زمان عضویتش در تیم ملی کوبا مدال برنز المپیک ۲۰۰۴ بود.

## دست‌آوردها

### فردی
- بهترین اسپکر جایزه بزرگ جهان ۲۰۰۵
- بهترین اسپکر قهرمانی جهان ۲۰۰۶
- بهترین اسپکر مسترز مونترو ۲۰۰۷
- بهترین اسپکر بازی‌های المپیک ۲۰۰۸
- بهترین اسپکر لیگ قهرمانان والیبال اروپا ۲۰۱۳